# Суротски манастир
Суротският манастир „Свети Йоан Богослов“ (на гръцки: Ιερά Μονή Αγίου Ιωάννη του Θεολόγου στη Σουρωτή) е женски манастир в Егейска Македония, Гърция, подчинен на Касандрийската епархия на Вселенската патриаршия.

## Местоположение
Разположен е на хълм, висок 110 m, на 2 km западно от Суроти и на 25 km източно от Солун, на територията на дем Седес (Терми) в административна област Централна Македония.

## История
В началото на 1967 година с благословията на митрополит Синесий Касандрийски манастирското братство закупува 8 декара земя и построява 20 малки килии и малък храм „Свети Йоан Богослов“ - кръстовидна църква с купол, която е католикон до 1991 година. През октомври  1967 година в манастира се установява старецът Паисий, който става негов духовен водач до смъртта си. В 1972 година манастирът приема името „Свети Йоан Богослов“. В 1983 година група от 20 сестри с техния духовен ръководител заминават за Макри, Дедеагачко, в новопостроената света обител „Света Богородица Маришка“, а през същата година три сирийски сестри, които са приютени в продължение на три години, за да се научат на монашеския живот, се завръщат в Сирия и основават в Лаодикия манастир. В 1977 година е направено разширение на католикона с добавяне на нартекс и перистил, към който е добавена камбанария.
На 11 февруари 1986 година Вселенската патриаршия причислява към лика на светиите на Православната църква йеромонах Арсений Кападокийски, чиито мощи са пренесени от стареца Паисий в манастира в 1970 година и оттогава се съхраняват там. През пролетта на 1987 година започва изграждането на църква, носеща името на Арсений Кападокийски, която е завършена в 1991 година и на 10 ноември е отслужена първата литургия в негова памет. Новият католикон е сложен четириъгълник в светогорски стил с купол и два параклиса. В Манастира има също така три параклиса - „Животворящ източник“, „Свети Архангели“ и „Света Евфимия и Свети Григорий Палама“.
В манастира се пази частица от Светия кръст и освен светите мощи на Свети Арсений Кападокийски, се пазят частици и от други светци: Анна, Трима светители, Николай, Нектарий, велики мъченици, светци и няколко светогорски отци.